# Етноастрономија
Етноастрономија (археоастрономија) је научна дисциплина која изучава присуство астрономије у народном стваралаштву. Уз њену помоћ се сазнаје колико је народ у прошлости познавао и пратио астрономске појаве, како их је објашњавао и колико су та објашњења у складу са данашњим научним гледиштима. 
Из етноастрономских истраживања се може утврдити колико су појаве на небу утицале на свакодневни живот људи и шта су они чинили када се појаве одиграју. Због свега овога етноастрономија, као научна дисциплина, је значајна за историју астрономије, саму астрономију, али и за етнологију.